# Río Toltén
Le Toltén est un fleuve du Chili méridional, qui baigne la province de Cautín, dans la région de l’Araucanie, et dont le cours, d’abord en tresses, puis s’élargissant en un estuaire, suit une direction est-ouest, avant d’atteindre l’Océan pacifique. Le Toltén formait jusqu’au XIXe siècle la frontière naturelle entre les peuples mapuche et huilliche.

## Description

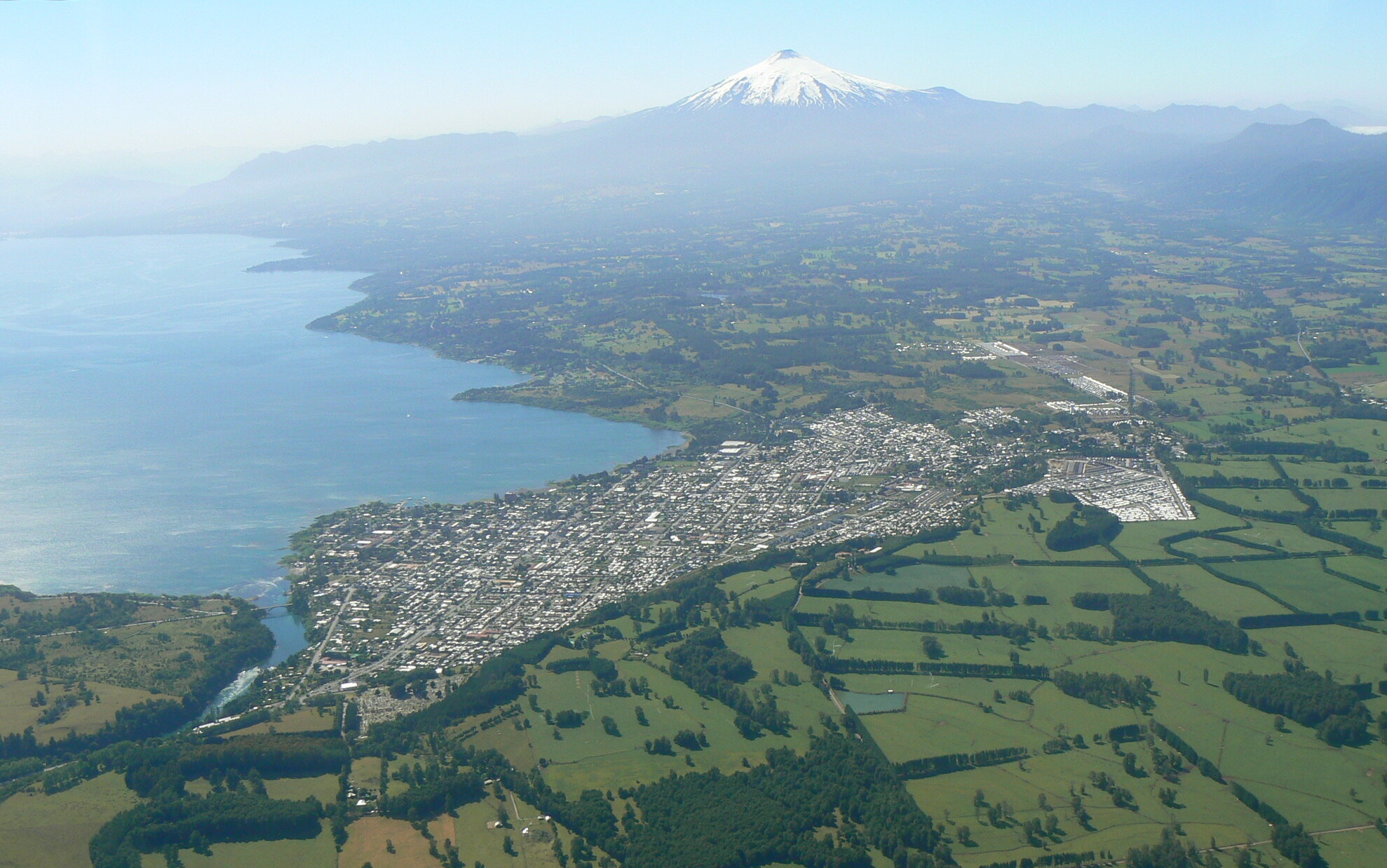
Déversoir du Toltén (en bas à gauche) à Villarrica. Sur la ligne d’horizon : le volcan Villarrica.

Le fleuve Toltén, principal cours d’eau d’un bassin andin dans la partie sud du Chili, prend naissance à l’extrémité orientale du lac Villarrica, près de la ville homonyme. Ce lac est alimenté par plusieurs rivières et lacs cordillériens, notamment le río Trancura. Après avoir reçu les eaux de son principal tributaire, la rivière Allipén, le Toltén s’élargit jusqu’à se transformer, dans les environs de Pitrufquén, en un cours d’eau de faible pente, sinueux, et en tresses, c’est-à-dire tendant à se ramifier sans cesse et à donner naissance à une multiplicité d’îlots. Au terme d’un trajet long d’environ 123 kilomètres, le fleuve se jette dans l’Océan pacifique non loin du promontoire de Punta Nilhue, dans la commune de Toltén, après s’être évasé en un estuaire d’une largeur de près de 600 mètres. Le Toltén permet l’irrigation d’une étendue de terres d’environ 25 000 hectares.
Les lacs précordillériens d’origine glaciaire et volcaniques situés dans la partie andine de son bassin-versant ont, par leur grande capacité de réserve, un effet stabilisateur sur le débit des cours d’eau qui en surgissent. Il s’agit notamment du lac Colico, d’une superficie de 60 km2, du lac Villarrica, grand de 173 km2 et alimenté par les eaux provenant du volcan Villarrica et par le río Pucón, et le lac Caburgua, d’une superficie de 57 km2. L’Allipén, le principal tributaire du Toltén, d’une longueur de 108 kilomètres, naît également dans la cordillère des Andes et recueille les eaux de la rivière Colico. Son régime d’alimentation est mixte (nivopluvial), encore que ses débits les plus élevés sont enregistrés en hiver.
Les principales villes qui ponctuent son cours sont : Villarrica, Pitrufquén, Teodoro Schmidt et Nueva Toltén.

## Histoire

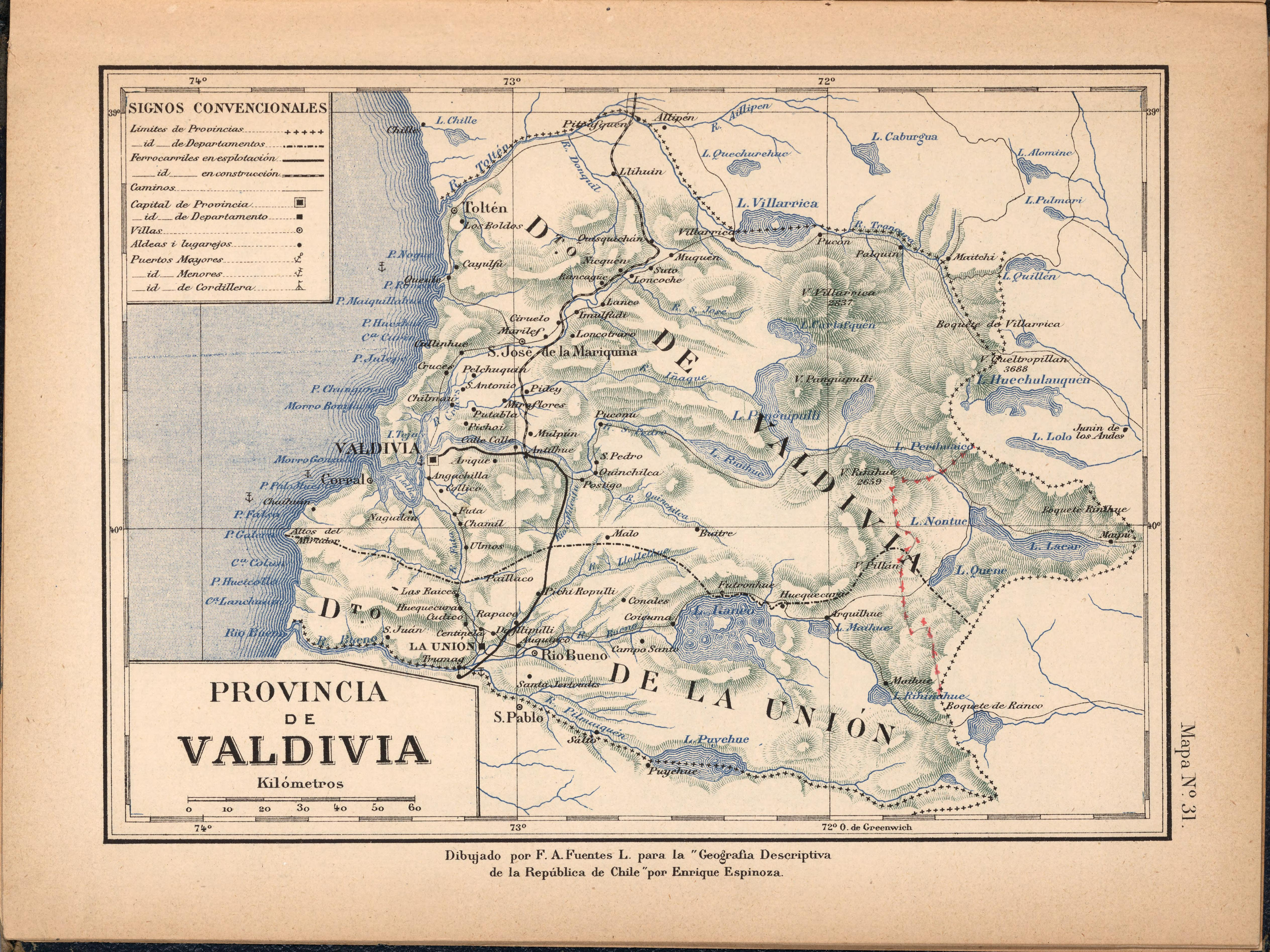
Le Toltén sur une carte de 1903.

Le río Toltén est considéré dans l’historiographie traditionnelle chilienne comme la frontière naturelle qui séparait autrefois les populations mapuche (au nord) et huilliche (au sud), groupes humains faisant partie tous deux de la culture mapuche et parlant la langue mapudungun.
Au XIXe siècle, les autochtones qui habitaient les rives du Toltén avaient une tradition plus pacifique que leurs voisins du nord (qui étaient placés entre eux et le gros de l’armée chilienne) et se définissaient eux-mêmes comme « cultivateurs ». Mettant à profit cette disposition mentale, les forces militaires chiliennes commencèrent, à partir de leur enclave à Valdivia, à établir des positions avancées sur le territoire de ces Indiens. Depuis la décennie 1860 au moins, il y avait ainsi un petit détachement près de l’embouchure du fleuve, pour appuyer les liaisons terrestres de Valdivia avec le reste du Chili le long du littoral. Dans sa jeunesse, le futur général Orozimbo Barbosa prit du service dans cette garnison. Le fortin, et la localité à laquelle il donna naissance, dont on garde le souvenir sous le nom de Toltén Viejo, fut ravagé par le tremblement de terre de Valdivia de 1960, puis englouti par le subséquent tsunami.
Dans la décennie 1880 fut construit le premier pont ferroviaire sur le fleuve, dans le sillage de la conquête de l’Araucanie par l’État chilien.